# Martyrs d'Ukraine
Les vingt-cinq martyrs d'Ukraine sont un groupe de victimes de la persécution religieuse menée par la République socialiste soviétique d'Ukraine à l'encontre de l'Église catholique, et notamment à l'encontre de la communauté grecque-catholique ruthène. Ils sont vénérés comme bienheureux et martyrs par l'Église catholique.

## Contexte historique
La République socialiste soviétique d'Ukraine est créée le 10 mars 1919. Dans les années 1920, les bolcheviques éliminent leurs opposants et imposent l'idéologie soviétique. Les formes de religion sont rapidement persécutées. De 1941 à 1944, l'Église est ébranlée par l'occupation nazie. Après la fin de la Seconde Guerre mondiale, en 1946, Joseph Staline rattache l'Église grecque-catholique ruthène à l'Église orthodoxe de Russie, qui elle-même était sous le contrôle du Parti communiste. Parmi ces martyrs, nombreux sont morts pour rester fidèles à la tradition catholique et au pape. Toutes les communautés catholiques qui ne se sont pas ralliées au patriarcat orthodoxe sont mises hors la loi.

## Liste des martyrs
| No. | Nom                  | Dates     | Fonctions                                                                                                   | Circonstances de décès |
| --- | -------------------- | --------- | --- | --- |
| 1.  | Nikola Carneckyj     | 1884-1959 | prêtre rédemptoriste, évêque de Volyn et Pidlassia                                                          | emprisonné pendant 11 ans où il subit différentes tortures. Il est libéré dans un grave état de santé et meurt quatre ans plus tard |
| 2.  | Nikola Konrad        | 1876-1941 | prêtre, curé de Stradch                                                                                     | assassiné par les bolcheviks dans sa paroisse                                                                                       |
| 3.  | Volodymyr Pryjma     | 1906-1941 | laïc, père de famille                                                                                       | assassiné par les bolcheviks |
| 4.  | Andrij Ishchak       | 1887-1941 | prêtre, curé de Sykhiv                                                                                      | assassiné par les bolcheviks dans sa paroisse                                                                                       |
| 5.  | Severian Baranyk     | 1889-1941 | higoumène du monastère de Krekhiv                                                                           | mort en prison |
| 6.  | Jakym Senkivsky      | 1896-1941 | higoumène du monastère de Drohobych                                                                         | mort en prison |
| 7.  | Zénon Kovalyk        | 1903-1941 | prêtre, curé à Volyn                                                                                        | mort en prison (crucifié contre un mur)                                                                                             |
| 8.  | Tarsykiya Matskiv    | 1919-1944 | religieuse membre des servantes de Marie Immaculée                                                          | tuée par les Russes lors de l'invasion de son couvent                                                                               |
| 9.  | Hryhoriy Khomyshyn   | 1867-1945 | évêque de Stanislasviv                                                                                      | meurt en prison |
| 10. | Vitalij Bajrak       | 1907-1946 | higoumène du monastère de Drohobych                                                                         | mort en prison |
| 11. | Josaphat Kocylovskyj | 1876-1947 | évêque de Przemysl                                                                                          | meurt en prison |
| 12. | Nicétas Budka        | 1877-1949 | évêque missionnaire au Canada puis évêque auxiliaire de Lviv                                                | mort au camp de concentration de Karaganda                                                                                          |
| 13. | Roman Lysko          | 1914-1949 | prêtre | meurt en prison (emmuré vivant) |
| 14. | Hryhory Lakota       | 1883-1950 | évêque auxiliaire de Przemysl                                                                               | mort en prison |
| 15. | Léonide Féodoroff    | 1879-1935 | exarque de l'Église grecque-catholique russe                                                                | meurt dans le goulag des îles Solovky                                                                                               |
| 16. | Klymentiy Sheptytsky | 1869-1951 | higoumène du monastère d'Univ                                                                               | mort en prison |
| 17. | Olympia Bidà         | 1903-1952 | religieuse, supérieure du couvent de Kheriv des sœurs de Saint Joseph époux de la Bienheureuse Vierge Marie | morte dans un goulag en Sibérie à Kharsk, près de Tomsk                                                                             |
| 18. | Leukadia Herasymiv   | 1911-1952 | religieuse des sœurs de Saint Joseph époux de la Bienheureuse Vierge Marie                                  | morte dans un goulag en Sibérie à Kharsk, près de Tomsk                                                                             |
| 19. | Ivan Ziatik          | 1899-1952 | vicaire général de l’Église grecque-catholique ruthène                                                      | mort au goulag d'Ozerlag |
| 20. | Petro Verhun         | 1890-1957 | évêque des Ukrainiens en Allemagne                                                                          | mort dans un goulag en Sibérie |
| 21. | Nikola Cehelskyj     | 1896-1951 | prêtre, curé de Soroko                                                                                      | mort dans un goulag en Moravie |
| 22. | Oleska Zaryckyj      | 1912-1963 | administrateur apostolique au Kazakhstan et en Sibérie                                                      | mort au camp de concentration de Karaganda                                                                                          |
| 23. | Siméon Lukac         | 1893-1964 | évêque clandestin                                                                                           | meurt en prison |
| 24. | Vasyl Velychkovsky   | 1903-1973 | prêtre rédemptoriste, évêque clandestin                                                                     | emprisonné 10 ans puis de nouveau 3 ans. Libéré dans un état de santé critique, il s'exile au Canada où il meurt                    |
| 25. | Ivan Slezyuk (en)    | 1896-1973 | évêque auxiliaire de Stanislaviv                                                                            | déporté au goulag pendant quatre ans puis emprisonné pour cinq ans, il meurt malade et épuisé à sa libération                       |

## Autres béatifiés du 27 juin 2001
| No. | Nom                              | Dates     | Fonctions                                               | Circonstances de décès                                                                  |
| --- | -------------------------------- | --------- | ------------------------------------------------------- | --------------------------------------------------------------------------------------- |
| 1.  | Teodor Rhomzha                   | 1911-1947 | évêque de Mukachevo                                     | victime d'un « accident » (qui semble une tentative de meurtre déguisé) puis empoisonné |
| 2.  | Omeljan Kovč                     | 1884-1944 | prêtre                                                  | mort au camp de concentration de Majdanek                                               |
| 3.  | Josaphata Micheline Hordashevska | 1869-1919 | Basilienne, fondatrice des Servantes de Marie Immaculée | cancer                                                                                  |

## Béatification et canonisation
C'est en 1996, après la chute de l'Union soviétique, que la cause en béatification et canonisation des martyrs est introduite et menée par le diocèse grec-catholique de Lviv. Elle est transférée en 2001 à Rome, pour y être étudiée par la Congrégation pour les causes des saints. 
Le 24 avril 2001, le pape Jean-Paul II reconnaît que ces vingt-cinq personnes sont mortes in odium fidei, ce qui fait d'eux des martyrs, et signe leur décret de béatification. Celle-ci est célébrée à Lviv lors de la visite pastorale du pape le 27 juin suivant pour les vingt-cinq martyrs de rite byzantin. 
Mémoire liturgique fixée au 27 juin.

## Sources
- (en) « Biographies of twenty five Greek-Catholic Servants of God », sur vatican.va (consulté le 8 mai 2017)